# Wolfgang Matt (Politiker)
Wolfgang Matt (* 16. September 1955 in Altenstadt (Feldkirch)) ist ein österreichischer Politiker (ÖVP). Er war von März 2019 bis Juni 2024 Bürgermeister der Bezirkshauptstadt Feldkirch in Vorarlberg.

## Leben
Wolfgang Matt ist gelernter Bankkaufmann. Matt lebt mit seiner Frau, mit der er zwei gemeinsame Kinder hat, in Altenstadt.

## Politik
Seit 1990 ist er in der Kommunalpolitik tätig, zunächst als Ersatzmitglied der Stadtvertretung, von 1995 bis 2002 als Mitglied der Stadtvertretung und Ortsvorsteher von Altenstadt. Von 2003 bis 2019 war er Stadtrat für die Ressorts Finanzen und Vermögen, Wirtschaft und Fremdenverkehr sowie Landwirtschaft und Forst.
Nach dem Wechsel von Barbara Schöbi-Fink in die Landesregierung Wallner II wurde er im März 2018 Vizebürgermeister der Stadt Feldkirch.
Im Februar 2019 übergab Wilfried Berchtold den Parteivorsitz in der Feldkircher Volkspartei an Wolfgang Matt.
Am 12. März 2019 wurde Matt als Nachfolger von Berchtold von der Stadtvertretung mit 22 von 36 Stimmen zum Bürgermeister der Stadt Feldkirch gewählt. Als Vize-Bürgermeisterin folgte ihm Gudrun Petz-Bechter nach. Im Zuge der Gemeindevertretungs- und Bürgermeisterwahlen in Vorarlberg 2020 setzte er sich in der Stichwahl mit 61,7 Prozent der Stimmen gegen Daniel Allgäuer (FPÖ) durch. Nachdem es mit der Liste Feldkirch blüht zu keiner Einigung kam, vereinbarte Bürgermeister Wolfgang Matt eine Koalition mit der Liste Daniel Allgäuer.
Im Februar 2024 gab Matt seinen Rückzug als Bürgermeister bekannt. Als sein Nachfolger als Feldkircher Bürgermeister wurde in der Stadtvertretungssitzung am 11. Juni 2024 Manfred Rädler gewählt.

### Kritik
Im Zuge der Corona-Impfungen geriet Matt im Jänner 2021 in Kritik, als er sich entgegen den Bestimmungen des nationalen Impfplans vorzeitig impfen ließ, wobei er sich gegen die ärztliche Weisung durchgesetzt haben soll. Nach heftiger, landesweiter Kontroverse entschuldigte er sich für sein Verhalten.